# Willem Baerdesen (1528-1601)

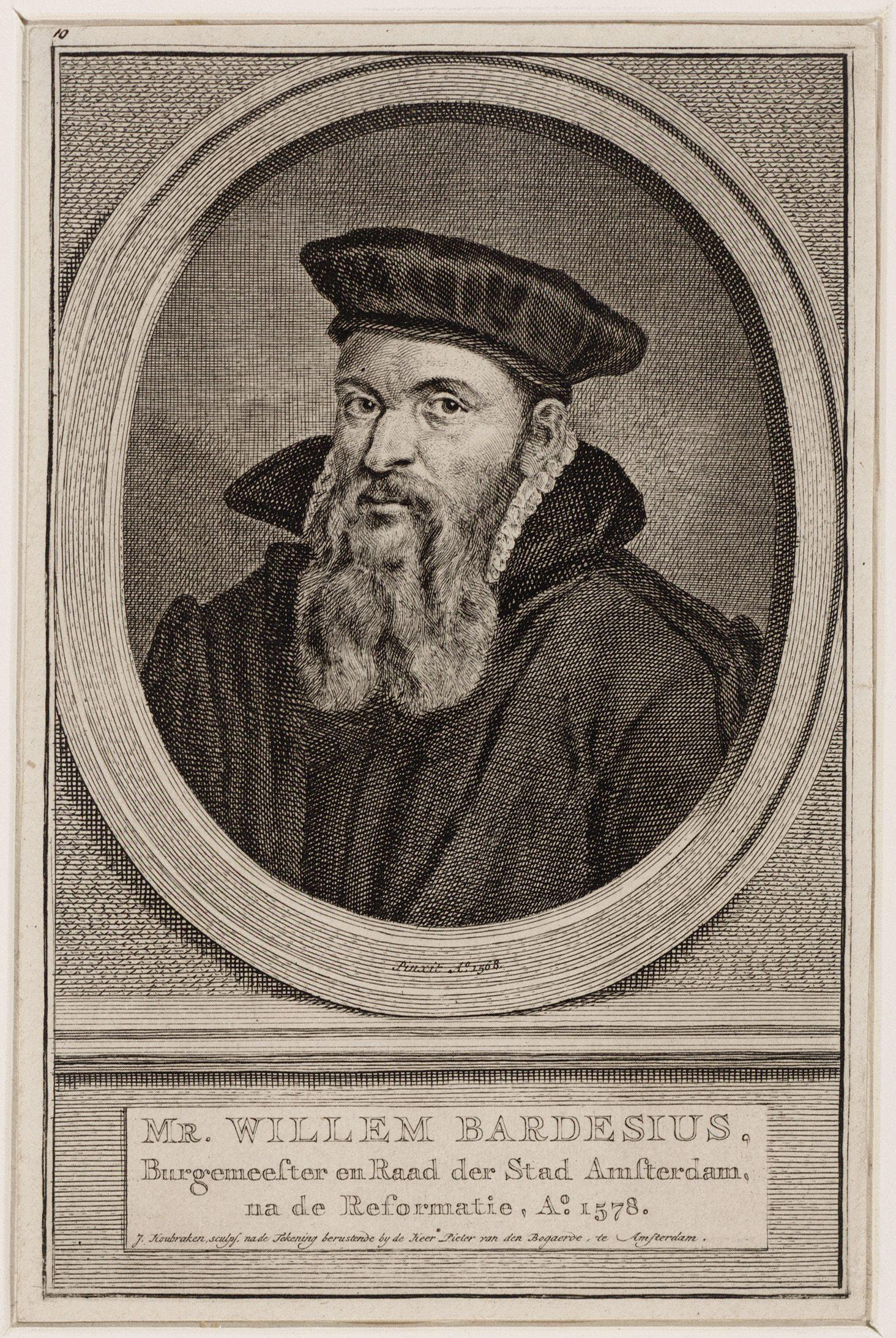
Willem Baerdesen (Jacob Houbraken)

Willem Baerdesen (Amsterdam, 1528 – 21 maart 1601) was een invloedrijke Amsterdamse regent, schout en voorvechter van religieuze tolerantie tijdens de Nederlandse Opstand. Zijn loopbaan weerspiegelt de overgang van katholiek naar protestants bestuur in Amsterdam. Zijn rol in de Alteratie van 1578 is van betekenis geweest voor de stadsgeschiedenis. 
Baerdesen was een zoon van Willem Dirckszn Bardes, een zeepzieder te Amsterdam die later schout werd. Zijn vader begon als katholiek vervolger van ketters, vooral doopsgezinden, maar bekeerde zich uiteindelijk tot het gereformeerd geloof. Zoon Willem kreeg een humanistische opvoeding en was in zijn jeugd getuige van het wrede lot van sommige wederdopers.

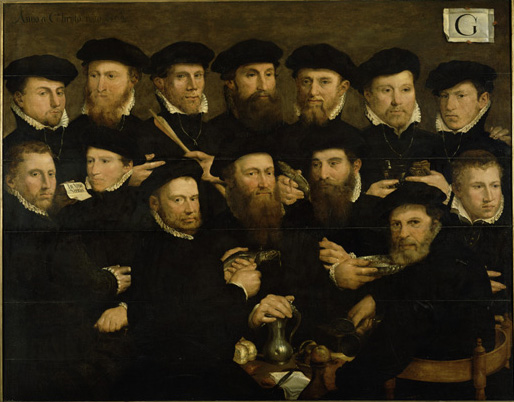
Schutters van de Voetboogdoelen met een prominente plaats voor Willem Baerdesen

Willem Baerdesen studeerde in 1545 aan de universiteit van Leuven en huwde Aechgen Admiraels, dochter van een admiraal. Het echtpaar vestigde zich aan de Deventer Houtmarkt in Amsterdam (nu Nieuwezijds Voorburgwal 284-288). In 1562 werd Baerdesen prominent afgebeeld op het groepsportret van de schutters van Rot G in de Voetboogdoelen, een indicatie van zijn maatschappelijke aanzien. Twee jaar later tekende hij de Doleantie, een klaagschrift tegen de misstanden bij het stadsbestuur.
Tijdens de Beeldenstorm van 1566 trad Baerdesen op als woordvoerder van de gereformeerden in Amsterdam. Wegens zijn rol in de religieuze spanningen werd hij in 1567 door de hertog van Alva gedaagd voor de Raad van Beroerten, maar hij wist samen met duizenden andere protestanten te vluchten. Zijn bezittingen werden verbeurdverklaard. In ballingschap sloot hij zich aan bij de geuzen in het Noorderkwartier en was onder meer plaatsvervanger van gouverneur Sonoy in Alkmaar. In het Noorderkwartier stond Baerdesen in hoog aanzien: het bestuur van Alkmaar bood hem vrijstelling van alle overheidsfuncties, schutterijdiensten, burgerlijke lasten, heffingen en het inkwartieren van soldaten, mits hij zich in Alkmaar vestigde. 
Na de terugkeer van de opstandelingen naar Amsterdam in 1577 nam Baerdesen deel aan de besprekingen die leidden tot de Alteratie van 1578: de vreedzame machtsovername waarbij het katholieke stadsbestuur werd vervangen door een protestants gezinde regentenklasse. Baerdesen werd benoemd tot burgemeester en leidde de stad in een richting van gematigdheid en religieuze verdraagzaamheid. Andersdenkenden werden getolereerd zolang zij hun geloof niet openlijk uitoefenden. Hij bekleedde meermaals het ambt van burgemeester en raadslid in Amsterdam. 
In 1579 zonden de Staten van Holland hem naar Weesp om er de orde te herstellen, nadat enkele katholieken de hervormde eredienst hadden verstoord. Baerdesen zette zeven raadsleden uit hun ambt en liet drie van hen, samen met de stadssecretaris en de oude pastoor, de stad verlaten. Daarmee werd de rust hersteld.
Hij was een tegenstander van het beleid van de Engelse landvoogd Leicester en speelde in 1587 een belangrijke rol in het vreedzaam bezweren van de crisis die volgde op diens mislukte coup. 
Baerdesen vertegenwoordigde Amsterdam in de Staten van Holland. In 1587 reisde hij naar Friesland om daar de orde te herstellen. In 1588 zond de Raad van State hem tevergeefs naar Medemblik om de stad ertoe te bewegen de kant van de opstand tegen Spanje te kiezen.
Baerdesen bezat land en een versterkte hofstede bij Heiloo, en kocht een buitenplaats aan de Amstel, genaamd Welna. Zijn zoon, eveneens Willem geheten, woonde later in het voormalige Hof van Sonoy in Alkmaar.